# Хихнияярви
Хи́хнияя́рви (фин. Hiihniäjärvi) — озеро на территории Ляскельского сельского поселения Питкярантского района Республики Карелия.

## Общие сведения
Площадь озера — 0,8 км². Располагается на высоте 63,0 метров над уровнем моря.
Форма озера продолговатая: вытянуто с северо-востока на юго-запад. Берега возвышенные, в основном скалистые.
В северо-восточную оконечность зера втекает ручей Коккооя (фин. Kokkooja), вытекающий из озера Кокколампи (фин. Kokkolampi), Паакинлампи (фин. Paakinlampi) и других ламбин.
Из юго-западной оконечности озера вытекает река Хихнийоки, впадающая в реку Сумерианйоки.
Населённые пункты возле озера отсутствуют. Ближайший — деревня Керисюрья — расположен в 4,3 км к юго-западу от озера.
Код объекта в государственном водном реестре — 01040300211102000013551.